# Pycnocycla glauca
Pycnocycla glauca är en flockblommig växtart som beskrevs av John Lindley. Pycnocycla glauca ingår i släktet Pycnocycla och familjen flockblommiga växter. Inga underarter finns listade i Catalogue of Life.